# Denpa Kyōshi
Denpa Kyōshi (電波教師, Denpa Kyoushi, lit. "Professor Lunático") é uma série de mangá escrita e ilustrada por Takeshi Azuma. Dois curtas-metragens de anime, promoveram o mangá e a série de televisão de anime, produzida pelo estúdio A-1 Pictures.

## Enredo
A história segue Jun'ichirō Kagami, irmão de Suzune, que vive irritada com ele por causa do seu desinteresse completo no mundo real. Como Jun'ichirō se interessa apenas pelo mundo dos animes, mangás e jogos, Suzune obriga-o a trabalhar como professor substituto de física na mesma escola onde se formou. Jun'ichirō prova que é um professor capaz e trabalhador que ensina com métodos não ortodoxos com base no conhecimento aparentemente inútil, obtidos na forma dum otaku para ensinar e motivar seus alunos.

## Personagens

### Protagonistas
Jun'ichirō Kagami (鑑 純一郎, Kagami Jun'ichirō)
Voz de: Daisuke Ono (CD drama), Hiroshi Kamiya (anime)
Suzune Kagami (鑑 純音, Kagami Suzune)
Voz de: Kana Asumi (CD drama), Rena Matsui (anime)

### Colégio Higashi Shinmei
Minako Kanō (叶美奈子, Kanō Minako)
Voz de: Sora Amamiya (anime)
Miho Kitō (鬼頭 ミホ, Kitō Miho)
Voz de: Yuiko Tatsumi
Yukino Kuribayashi (栗林 雪乃)
Voz de: Yumi Uchiyama

### Academia Hiiragi

#### Filial Icho
Koyomi Hiiragi (柊 暦, Hiiragi Koyomi)
Voz de: Suzuko Mimori (anime)
Makina Momozono (桃園 マキナ, Momozono Makina)
Voz de: Yōko Hikasa (CD drama), Saori Ōnishi (anime)
Seijūrō Nanami (七海 征十郎, Nanami Seijūrō)
Voz de: Yoshimasa Hosoya (anime)
Sachiko Tanaka (田中 さち子, Tanaka Sachiko)
Voz de: Marina Inoue (CD drama), Ayane Sakura (anime)
Kōtarō Araki (荒木 光太郎, Araki Kōtarō)
Voz de: Miyuki Sawashiro (CD drama), Aki Toyosaki (anime)
Kiriko Shikishima (式島 切子, Shikishima Kiriko)
Voz de: Azusa Tadokoro (anime)
Kanan Chinami (千波 花音, Chinami Kanan)
Voz de: Rina Hidaka (anime)
Madoka Kuramachi (蔵持 円, Kuramachi Madoka)
Voz de: Mao Ichimichi (M·A·O)
Moemi Kushinada (櫛名田 萌美, Kushinada Moemi)
Voz de: Shiina Natsukawa
Sadamitsu Fuwa

#### Filial principal
Alice Hiiragi (柊 アリス, Hiiragi Arisu)
Tomoya Tokisaka (時坂 朋也, Tokisaka Tomoya)
Reiko Mukyou (無響 零子, Mukyou Reiko)
Voz de: Kana Hanazawa
Mimori Kichou
Nami Shirakawa
Subaru Akatsuki
Todoroki
Shou Narasawa
Kazuki Toono
Uekusa
Kuujou Daiki
Kaito Aizawa

### Outros personagens
Tim Bernards Lynn (ティム・バーナーズ・リン)
Voz de: Ayahi Takagaki
Yamato Toune (刀祢 大和, Toune Yamato)
Voz de: Aya Hirano
Hell Gates
Voz de: {{{1}}}
Kazuya Momozono (桃園 一也, Momozono Kazuya)
Voz de: Tomoko Tsuzuki
Matome Nishikujou (西九条 まとめ, Nishikujou Matome)
Voz de: Risa Taneda
Nagaru e Taki Komiya
Voz de: Satsumi Matsuda (Nagaru) e Risae Matsuda (Taki) 
Minami Kitayama (北山 みなみ, Kitayama Minami)
Voz de: Akemi Kanda

## Média

### Mangá
Denpa Kyōshi foi publicado pela primeira vez a 2 de novembro de 2011 na revista Weekly Shōnen Sunday da editora Shogakukan.

#### Volumes
| N.º | Data de lançamento      | ISBN              |
| --- | ----------------------- | ----------------- |
| 1   | 21 de março de 2012     | 978-4-09-123570-1 |
| 2   | 23 de junho de 2012     | 978-4-09-123699-9 |
| 3   | 23 de setembro de 2012  | 978-4-09-123817-7 |
| 4   | 21 de novembro de 2012  | 978-4-09-124008-8 |
| 5   | 23 de fevereiro de 2013 | 978-4-09-124180-1 |
| 6   | 23 de abril de 2013     | 978-4-09-124283-9 |
| 7   | 23 de julho de 2013     | 978-4-09-124352-2 |
| 8   | 21 de agosto de 2013    | 978-4-09-124401-7 |
| 9   | 23 de novembro de 2013  | 978-4-09-124498-7 |
| 10  | 23 de fevereiro de 2014 | 978-4-09-124564-9 |
| 11  | 21 de maio de 2014      | 978-4-09-124644-8 |
| 12  | 23 de agosto de 2014    | 978-4-09-125079-7 |
| 13  | 22 de outubro de 2014   | 978-4-09-125372-9 |
| 14  | 21 de janeiro de 2015   | 978-4-09-125449-8 |
| 15  | 24 de março de 2015     | 978-4-09-125697-3 |
| 16  | 18 de maio de 2015      | 978-4-09-126025-3 |
| 17  | 17 de julho de 2015     | 978-4-09-126185-4 |

### Anime
A adaptação em anime foi anunciada em janeiro de 2015. Foi realizada pelo estúdio A-1 Pictures, dirigida por Masato Sato, escrita por Atsushi Maekawa e a banda sonora foi composta por Ryūichi Takada. A série foi transmitida no Japão pelos canais da NNS entre 4 de abril de 26 de setembro de 2015.

#### Episódios
| #  | Título                                                                                      | Exibição original      |
| -- | ------------------------------------------------------------------------------------------- | ---------------------- |
| 1  | "Agora sou professor do ensino secundário" "Kōkō kyōshi hajimemashita (高校教師始めました)" | 4 de abril de 2015     |
| 2  | "As leis da sociedade" "Shakai no rūru (社会のルール)"                                      | 11 de abril de 2015    |
| 3  | "Perseguição em Akihabara" "Cheisu de Akihabara (チェイス で 秋葉原)"                       | 18 de abril de 2015    |
| 4  | "A dignidade das empregadas domésticas" "Meido no hinkaku (メイドの品格)"                   | 25 de abril de 2015    |
| 5  | "O monstro da Academia Icho" "Gin'nan gakuen no kaibutsu (銀杏学園の怪物)"                  | 2 de maio de 2015      |
| 6  | "Uma visão divertida" "Omoshiroi keshiki (おもしろい景色)"                                  | 9 de maio de 2015      |
| 7  | "O segredo da garota bonita" "Bishōjo no himitsu (美少女のヒミツ)"                          | 16 de maio de 2015     |
| 8  | "O aluno ausente" "Futokō-ji wa dai sensei (不登校児は大センセイ)"                          | 23 de maio de 2015     |
| 9  | "A garota do mundo virtual" "Gēmu no kuni no shōjo (ゲームの国の少女)"                      | 30 de maio de 2015     |
| 10 | "A melancolia de Koutaro" "Kōtarō no yūutsu (光太郎のユウウツ)"                             | 6 de maio de 2015      |
| 11 | "O mundo lá fora" "Soto no sekai (外の世界)"                                                | 13 de junho de 2015    |
| 12 | "Luce contra O Primeiro" "Rūche tai fāsuto (ルーチェvsファースト)"                          | 20 de junho de 2015    |
| 13 | "A doutora de Genebra" "Junēbu kara kita hakase (ジュネーブから来た博士)"                   | 27 de junho de 2015    |
| 14 | "A menina que avalia todos" "Satei no on'na (サテイの女)"                                   | 11 de julho de 2015    |
| 15 | "O noivo é um rei dos jogos eletrónicos" "Fianse wa gēmu-ō (フィアンセはゲーム王)"          | 18 de julho de 2015    |
| 16 | "Não quero viver assim" "Jōbutsu shitai no (成仏したいの)"                                  | 25 de julho de 2015    |
| 17 | "Turbilhão no primeiro dia" "Hatsu tōkō de ōsawagi (初登校で大騒ぎ)"                        | 1 de agosto de 2015    |
| 18 | "Orgulho de gamer" "Gēmā no puraido (ゲーマーのプライド)"                                   | 8 de agosto de 2015    |
| 19 | "Gangue de rua" "Sutorītogāru (ストリートガール)"                                           | 15 de agosto de 2015   |
| 20 | "A gémea ídolo" "Futago no aidoru (双子のアイドル)"                                         | 29 de agosto de 2015   |
| 21 | "Aqui estão os Family Rangers" "Famirinjā kenzan (ファミリンジャー見参)"                    | 5 de setembro de 2015  |
| 22 | "O castelo Junichiro" "Akira-kun no o-jō (鑑クンのお城)"                                    | 12 de setembro de 2015 |
| 23 | "A garota que visita o trabalho" "Nazo no Ichinichi taiken nyūsho-sha (謎の一日体験入所者)" | 19 de setembro de 2015 |
| 24 | "Minhas políticas educacionais" "Ore no kyōiku hōshin (オレの教育方針)"                     | 26 de setembro de 2015 |

#### Música
| Episódios | Abertura             | Abertura | Encerramento | Encerramento           |
| Episódios | Título               | Artista  | Título       | Artista                |
| --------- | -------------------- | -------- | ------------ | ---------------------- |
| 1 – 12    | Youthful Dreamer     | TrySail  | Dreamin      | Tokyo Performance Doll |
| 13 – 24   | Vivid Brilliant door | Sphere   | My Only One  | 9nine                  |